# الشهر الوطني للتوعية بسرطان الأطفال

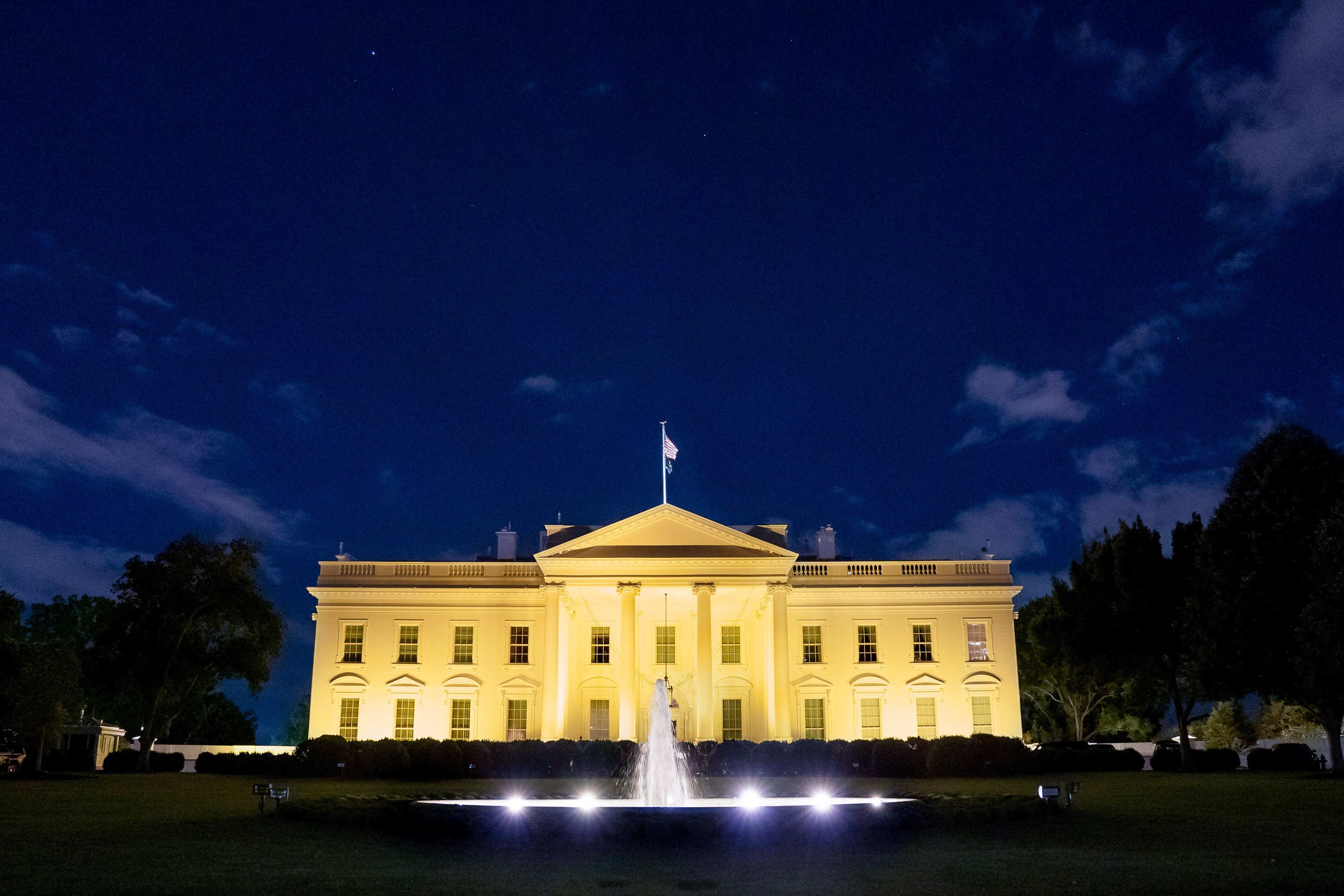
أضاءة البيت الأبيض بالأضواء الذهبية تكريماً لشهر التوعية بسرطان الأطفال الوطني عام 2021.

شهر التوعية الوطني بسرطان الأطفال هو حملة صحية وطنية سنوية تنظمها منظمات سرطان الأطفال الرئيسية لزيادة الوعي بسرطان الأطفال وجمع الأموال للبحث في أسبابه والوقاية منه وتشخيصه وعلاجه والشفاء منه.

## التاريخ
في سبتمبر 2019، قدم السيناتور جو مانشين قرارًا للاعتراف بشهر سبتمبر 2019 باعتباره "شهر التوعية بسرطان الأطفال على المستوى الوطني" بعد أن استلهم الفكرة من طالب في مدرسة جورج واشنطن الثانوية في تشارلستون بولاية فيرجينيا الغربية. كما تم إقرار القرار بالإجماع في 26 سبتمبر 2019.
أصدر الرئيس باراك أوباما أول إعلان رئاسي للاعتراف بشهر التوعية بسرطان الأطفال على المستوى الوطني في سبتمبر 2012. كما وقع الرئيس أوباما على إعلانات لاحقة في عامي 2015 و2016. قبل هذا الإعلان، أقر مجلس الشيوخ الأمريكي قرار آلارد-كلينتون بشأن "اليوم الوطني للتوعية بسرطان الأطفال" في 23 مايو/أيار 2008. أقر القرار، الذي قدمه أعضاء مجلس الشيوخ الأمريكي واين ألارد (جمهوري من كولورادو) وهيلاري رودهام كلينتون (ديمقراطية من نيويورك)، يوم 13 سبتمبر/أيلول 2008 باعتباره اليوم الوطني للتوعية بسرطان الأطفال. تم التوقيع على إعلان أولي في عام 1990 من قبل الرئيس جورج بوش الأب، والذي ينص على أن شهر أكتوبر هو شهر التوعية الوطني للأطفال المصابين بالسرطان.